# Chlumčany (Ústí nad Labem)
Chlumčany é uma comuna checa localizada na região de Ústí nad Labem, distrito de Louny.